# Астрагал міхурчастий
Астрага́л міхурчастий, астрагал зверхуволосистий як Astragalus suprapilosus (Astragalus rupifragus) — вид трав'янистих рослин з родини бобових (Fabaceae).

## Опис
Багаторічна рослина 5–8 см заввишки. Листки з 5–8 парами довгастих листочків. Віночок завдовжки ≈ 20 мм. Боби кулясто роздуті, голі.
Період цвітіння: травень.

## Поширення
Поширений в Україні, на півдні європейської частини Росії, у пн.-зх. Казахстані.
В Україні вид зростає на гірських і степових схилах — у Криму.